# Luis Prendes
Luis Prendes Estrada (* 22. August 1913 in Melilla; † 27. Oktober 1998 in Madrid) war ein spanischer Schauspieler.

## Leben
Prendes strebte zunächst eine militärische Karriere bei der Handelsmarine an, begann dann jedoch in der Schauspielertruppe seiner Schwester Mercedes Prendes mit Bühnenauftritten. (Auch eine zweite Schwester, Mari Carmen, war Schauspielerin.) Engagements bei Carmen Díaz und Concha Catalá folgten. Nach Ende des Spanischen Bürgerkrieges begann er auch eine Kinokarriere. Nach einer Zeit als erster Darsteller des Teatro María Guerrero gründete Prendes 1946 sein eigenes Ensemble, mit dem er zahlreiche Klassiker wie Der Besuch der alten Dame, Alle meine Söhne oder Los árboles mueren de pie aufführte. Bis zu seinem Tode war er immer wieder auf der Bühne zu sehen. Große Erfolge waren u. a. Cara de plata 1967 in Barcelona, La metamorfosis 1985 neben Maruchi Fresno und Neil Simons Broadway Bound 1996 in Madrid.
In seinen Kinorollen war er meist als eleganter Herr zu sehen; seine filmische Blütezeit hatte er Ausgang der 1940er und in den 1950er Jahren, in denen er für seine Rollen als Galan häufig mit Regisseuren wie José María Forqué, Alejandro Ulloa und Ignacio F. Iquino zusammenarbeitete. Später war er als Nebendarsteller in Genrefilmen zu sehen. Auch im damals recht jungen Medium Fernsehen fand Prendes Beschäftigung.

## Filmografie (Auswahl)
- 1936: Riconcito madrileño
- 1951: Mit leeren Händen (Balarrasa)
- 1960: Ursus – Rächer der Sklaven (Ursus)
- 1961: König der Könige (King of Kings)
- 1962: FBI… es war Mord (A hierro muere)
- 1965: 100.000 Dollar für einen Colt (La muerte cumple condena)
- 1966: Frauen, die durch die Hölle gehen (Las siete magníficas)
- 1966: Joe Navidad
- 1966: Mountains (Mestizo)
- 1967: Die gefährlichen Abenteuer des Jerry Parker (Ed dedo en destino)
- 1967: Hetzjagd (Un homme à abattre)
- 1967: Sein Steckbrief ist kein Heiligenbild (El hombre que mató a Billy el Niño)
- 1968: Rio Hondo (Comanche blanco)
- 1973: Wilde Pferde (Valdez il mezzosangue)
- 1974: B muß sterben (Hay que matar a B.)
- 1975: Der Mann ohne Nerven (Breakout)
- 1978: Amore, piombo e furore
- 1979: Jaguar lebt (Jaguar lives)
- 1984: Tuareg – Die tödliche Spur (Tuareg – Il guerriero del deserto)
- 1986: Alien Predator (Alien Predators)
- 1986: Das große Fest (La gran fiesta)
- 1989: Süßes Gift (Loco veneno)
- 1998: Atilano, presidente